# Onthophagus capellinus
Onthophagus capellinus là một loài bọ cánh cứng trong họ Bọ hung (Scarabaeidae).